# Ogallala, Nebraska
Ogallala, Nebraska (енгл. Ogallala) град је у америчкој савезној држави Небраска.

## Демографија
По попису из 2010. године број становника је 4.737, што је 193 (-3,9%) становника мање него 2000. године.
| Група             | 2000.         | 2010.         |
| Белци             | 4.631 (93,9%) | 4.273 (90,2%) |
| Афроамериканци    | 1 (0,0%)      | 10 (0,2%)     |
| Азијати           | 11 (0,2%)     | 18 (0,4%)     |
| Хиспаноамериканци | 236 (4,8%)    | 356 (7,5%)    |
| Укупно            | 4.930         | 4.737         |